# اسکوتسویل (کانزاس)
اسکوتسویل (به انگلیسی: Scottsville) شهری در ایالت کانزاس کشور ایالات متحده آمریکا است که جمعیت آن در سرشماری سال ۲۰۱۰ میلادی، ۲۵ نفر بوده‌است.